# Verbivka, Rojneativ
Verbivka (în ucraineană Вербівка) este localitatea de reședință a comunei Verbivka din raionul Rojneativ, regiunea Ivano-Frankivsk, Ucraina.

## Demografie
Componența lingvistică a localității Verbivka
     Ucraineană (99,71%)
     Alte limbi (0,29%)
Conform recensământului din 2001, majoritatea populației localității Verbivka era vorbitoare de ucraineană (99,71%), existând în minoritate și vorbitori de alte limbi.